# 村田絵理
村田 絵理（むらた えり、12月5日 - ）は、日本の女性歌手、ファッションモデル。

## 略歴

### 生い立ち
大阪市で生まれる。幼少期よりピアノを習い、それと同時に音楽に関わる仕事がしたいという夢を抱く。芸能プロダクションに所属し、高校時代から作詞を始める。大阪府立大手前高等学校卒業。奈良教育大学時代には自身で作詞・作曲した曲を制作し、バンド活動を始める。大学卒業後、ボーカルレッスンを受けなおし、本格的に音楽活動をスタートさせる。

### 歌手としての経歴
- 2007年７月　京都府立文化芸術会館にて弦楽四重奏と共演
- 2007年11月　ライブハウス都雅都雅にてワンマンライブ
- 2010年8月　円山公園野外音楽堂にて24時間TV出演
- 2010年9月　ABCテレビ「ストリートファイターズ関西」出演
- 2010年10月　住之江球場にて国歌斉唱

その他、様々なライブハウスやレストラン出演、イベント出演で、全200本以上のライブを行ってきた。

## 作品
- 2007年7月　CDアルバム「welcome to SYNTHESTRA」
- 2009年6月　配信限定シングル「White Rose」
- 2009年8月　CDシングル「I miss you」
- 2010年2月　CDシングル「love letter」
- 2011年1月　CDアルバム「左手」
- 2011年7月　配信限定シングル「color」
- 2011年8月　配信限定シングル「Blue Diamond」
- 2014年12月　CDアルバム「Lulu」
- 2017年8月　配信限定シングル「マシュマロ」

## 出演
- 円山公園野外音楽堂にて24時間TV出演
- ABCテレビ“ストリートファイターズ関西”出演